# Pterolophia phungi
Pterolophia phungi är en skalbaggsart som först beskrevs av Maurice Pic 1925.  Pterolophia phungi ingår i släktet Pterolophia och familjen långhorningar.
Artens utbredningsområde är Nepal. Inga underarter finns listade i Catalogue of Life.